# Gormlaith ingen Murchada
Gormlaith ingen Murchada oder Gormflaith (altnord. Kormloð; * 960 in Naas, County Kildare, Irland; † 1030) war eine irische Königsgemahlin.

## Leben
Gormlaith war Tochter von Murchad mac Finn, von 943 bis 947 König von Leinster, und Schwester seines Nachfolgers Mael Mórdha mac Murchada, König von 966 bis 972. Gemäß den Annalen war sie verheiratet mit Olaf Cuaran (Amlaíb Cuarán, Olaf II.), dem Wikingerkönig von Dublin und Jórvík (York) bis zu dessen Tod 981. Sie hatten einen Sohn, Sigtrygg Silkbeard, König von Dublin zwischen 989/995 und 1036.
Nachdem ihr Sohn in der Allianz Wikinger-Leinster gegen das gälische Bündnis von Brian Boru, dem König von Munster, und Máel Sechnaill mac Domnaill, dem König von Meath, 999 in der Schlacht von Glenn Máma unterlag, vermählte sich Brian Boru zur Bildung von Allianzen mit Gormlaith und wurde in der Folge zum Hochkönig von Irland. Auch Brian Boru und Gormlaith hatten einen Sohn, Donnchad mac Briain, später König von Munster.
Es wird behauptet, dass sie auch noch Máel Sechnaill mac Domnaill heiratete, aber dies ist umstritten, da die Quellen für diese Ehe weniger zuverlässig sind.
Gormlaith wird nachgesagt, dass sie angeblich Männer so sehr aufgestachelt hat, dass sie die Auslöserin der Schlacht von Clontarf 1014 war. Geschichtlich war dies eine weitere Auseinandersetzung zwischen der Allianz des Hochkönigs und den Verbündeten um die Wikinger. In Anbetracht der Tatsache, dass diese Episode nur in literarischen Quellen existiert, die nicht zu ihren Lebzeiten geschrieben wurden, ist sie höchst unwahrscheinlich.
Da die meisten Beschreibungen zu Gormlaith erst lange nach ihrem Leben entstanden sind, ist nur sehr wenig über die tatsächliche historische Figur bekannt. Die irischen Annalen verzeichnen noch Gormlaiths Tod im Jahr 1030.

## Annalen und Geschlechterchroniken
Ein erst Erwähnung von Gormlaith findet sich in den Annalen von Inisfallen. Diese sind eine wichtige erhaltene Aufzeichnung der Geschichte Munsters, und mit einem Schwerpunkt für die Könige von Munster und deren Abstammung. Der vierte Eintrag für das Jahr 1030 wurde etwa 62 Jahre nach ihrem Tod verfasst und ist damit der zeitgenössischste und zeitlich nächstliegende:

“The daughter of Murchad son of Finn, queen of Mumu, dies.”

Gormlaiths Vater war Murchad, der Sohn von Finn, und nach dieser Aussage, gepaart mit der Königin von Munster, handelt es sich hier ohne Zweifel um Gormlaith.
Die Annalen von Tigernach, die in den irischen Midlands zusammengestellt wurden, sind der nächste chronologisch zeitgenössische Bericht mit einem Bezug zu Gormlaith. Hier steht als 15. Eintrag zum Jahr 1030:

“Gormlaith ingen Murchadha meic Floind, máthair Sitriuca meic Amlaim, rig Gall, & Dondchada meic Briain, rig Muman, mortua est.”

„Gormlaith, daughter of Murchad, son of Finn, mother of Sitric, son of Amlaíb Cuarán, king of the Foreigners, and of Donnachad, son of Brian, king of Munster, died.“

Gormlaith erscheint auch in, allerdings mehr als 100 Jahre nach ihrem Tod geschriebenen, genealogischen Berichten. Die erste dieser Erwähnungen findet sich in den Banshenchas, die im Wesentlichen ein Katalog berühmter mittelalterlicher irischer Frauen sind. Der Eintrag in diesem Bericht spiegelt die annalistischen Berichte wider und nennt Olaf Cuaran und Brian Boru als ihre Ehemänner sowie Sigtrygg und Donnchad als ihre Söhne.
Gormlaith erscheint auch in den Genealogien des zwölften Jahrhunderts, die im Book of Leinster aus den Jahren 1150–1201 zu finden sind. Von diesem Eintrag leitet sich das berühmte Gedicht der „Drei Sprünge“ von Gormlaith ab, das besagt, dass sie einen „Sprung in Dublin, einen Sprung in Tara und einen Sprung in Cashel“ machte. Einige Interpreten haben diese drei Sprünge als Beweis für ihre drei Ehen mit Olaf Cuaran, Brian Boru und Máel Sechnaill verwendet, was im Widerspruch zu den annalistischen Berichten steht, die sich nur auf zwei Ehen beziehen. Insbesondere die Tatsache einer dritten Ehe mit Máel Sechnaill und ihre angebliche Scheidung von Brian Boru sind unter Wissenschaftlern sehr umstritten. Das „Dreisprung“-Gedicht, das in den Genealogien des 12. Jahrhunderts enthalten ist, ist die einzige mittelalterliche irische Darstellung, die möglicherweise eine dritte Ehe nahelegt. Andere Forscher haben argumentiert, dass sich die Erwähnung der drei Sprünge eher auf Kinder bezieht und nicht auf Ehen.

## Nachleben in literarischen Werken
Gormlaith wurde seit ihrem Tod in vielen Zusammenhängen dargestellt, und wohl am bekanntesten ist die Darstellung im Cogadh Gaedhil re Gallaibh („Krieg der Gälen gegen die Fremden“) Dieses literarische Propagandawerk wurde zwischen 1103 und 1111 für Muirchertach Ua Briain, einen Nachfahren von Brian Boru, verfasst. Der Text schildert den Aufstieg seines illustren Vorfahren zur Macht, um das Prestige seiner Dynastie zu unterstreichen.
Gormlaith hat ihren Auftritt in einer einzelnen Szene, mit der sie auch in späteren Quellen Berühmtheit erlangt hat. Zuvor hat ihr Bruder, Mael Mórdha mac Murchada, Brian Boru als Lehnsherrn anerkannt und Gormlaith versucht erfolglos, ihren Bruder dazu zu bringen, gegen ihren Ehemann Brian Boru in den Krieg zu ziehen:

“Now when they arrived at Cenn Cordah, the king took off his tunic, and it was carried to his sister to put a silver button on it, viz. to Gormlaith, daughter of Murchad, Brian’s wife; and she was the mother of Donnchad, son of Brian. The queen took the tunic and cast it into the fire; and she began to reproach and incite her brother because she thought it ill that he should yield service and vassalage and suffer oppression from any one or yield that which his father or grandfather never yielded and she said that his Brian’s son would require the same thing from his son.”

Die Njáls saga, ein isländisches literarisches Werk aus dem dreizehnten Jahrhundert, porträtiert Kormloð (Gormlaith) als eifersüchtige Geschiedene, die sich an ihrem Ex-Ehemann Brian Boru rächen will.

“She was a very beautiful woman, but her best qualities were those over which she had no control, and it was commonly said that her character was evil insofar as she had control over it.”

In dieser Erzählung stachelt sie ihren Sohn Sigtrygg an, anders als in der Cogadh, wo sie versuchte, ihren Bruder Mael Mórdha anzustacheln. Sie veranlasst Sigtrygg dazu, Unterstützung von Wikingern außerhalb Irlands zu sammeln, insbesondere bei Sigurður Hlöðvisson, Jarl von Orkney und Bróðir von der Isle of Man, in dem sie sich ihnen als Ehefrau anbietet. Dies ist das erste Werk, das die Vorstellung präsentiert, dass Gormlaith von Brian Boru geschieden wurde.
Ein separater vollständig negativ gezeichneter Erzählstrang ergibt sich aus Geoffrey Keatings 1634 geschriebenem Werk Foras feasa ar Éirinn. In diesem Text stellt Keating explizit eine Verbindung zwischen Gormlaiths Anstiftung und Mael Mórdha mac Murchadas Kriegserklärung her.
Gormlaiths Aussagen in diesem frühneuzeitlichen Bericht belasteten Mael Mórdha, trugen zu seinem Streit mit Brians Sohn Murchad MacBriain bei und führten schließlich dazu, dass der "Leinster-König [Mael Mórdha] Verbündete im Krieg gegen die Dál Cais [Brian Boru] suchte". Warum Keating beschloss, die Ursache der Feindseligkeiten bei Gormlaith zu verorten, ist umstritten. Meidhbhín Ní Úrdail hat vorgeschlagen, dass er von Meredith Hamners 1633 veröffentlichter Chronik Irlands beeinflusst wurde, in der die Ursache von Clontarf nicht Gormlaith, sondern einer anonymen "Kaufmannsfrau" zugeschrieben wird. Keatings Werk sollte wiederum einen etwas späteren Text aus derselben Zeit beeinflussen, Cath Cluana Tarbh. Nur eine Version dieses Werks enthält einen Verweis auf Gormlaith, aber die Darstellung ist von Keating abgeleitet.
Judy Chicago widmete ihr eine Inschrift auf den dreieckigen Bodenfliesen des Heritage Floor ihrer Installation The Dinner Party. Die mit dem Namen Gormlaith beschrifteten Porzellanfliesen sind dem Platz mit dem Gedeck für Hrotsvit zugeordnet.